# 15146 Halpov
15146 Halpov (2000 EQ130) là một tiểu hành tinh vành đai chính được phát hiện ngày 11 tháng 3 năm 2000 bởi Dự án nghiên cứu tiểu hành tinh gần Trái Đất Lowell ở Trạm Anderson Mesa